# Ruta endógena
La ruta endógena es una vía del metabolismo de las lipoproteínas. Se encarga, fundamentalmente, de reenviar los lípidos desde el hígado hacia los tejidos cuando se necesita movilizar parte de las grasas o el colesterol, o bien, cuando se necesita enviar los lípidos a las zonas de reserva.
La ruta inicia en el hígado, donde existen lípidos libres o recién sintetizados, ya sea por la descarga de los quilomicrones por la neoformación (formación anormal en alguna parte del cuerpo de un tejido nuevo de carácter tumoral, ya sea benigno o maligno) de ácidos grasos. Las VLDL ("Lipoproteína de muy baja densidad", del inglés Very Low Density Lipoprotein) son atraídas hacia el hígado con su apoproteína (fracción proteica de una proteína conjugada), montada en el exterior, y su pequeña carga de ácidos grasos, recibe la ApoE de las HDL ("Lipoproteína de alta densidad", del inglés High Density Lipoprotein) y una carga de colesterol, por lo que pasa a transformarse en una LDL madura.
Las LDL maduras empiezan a adquirir más cantidad de colesterol y van cediendo cada vez más ácidos grasos, modificando su densidad. Las IDL ("Lipoproteína de densidad intermedia", del inglés Intermediate Density Lipoprotein) recién creadas, utilizando la ApoEse unen al receptor celular LDL/LRP que existe en tejidos e hígado y se interiorizan por endocitosis del receptor activado. Una vez en el interior de la célula liberan el colesterol que se une al creado por la HMG-CoA reductasay puede ser almacenado en la propia célula o ser eliminado al exterior mediante la lipasa de membrana que cede a las HDL nacientes el colesterol sobrante.
Estas HDL se cargan de colesterol, ApoE, ApoC2 y la proteína A1 característica, y llevan el colesterol de vuelta al hígado donde será procesado o eliminado.
Los restos de IDL que se escapan de la internalización, pierden la ApoE y se convierten en LDL, que vagan por la sangre en forma de depósito de colesterol, siendo capaces de, llegado el caso, unirse a los receptores del hígado y tejidos y seguir la vía de las IDL. Estas LDL son las que generalmente causan el problema de la placa de ateroma.